# Gloster TSR.38
Gloster TSR.38 là một loại máy bay ném bom ngư lôi/trinh sát/theo dõi hai tầng cánh của hải quân Anh đầu thập niên 1930.

## Tính năng kỹ chiến thuật (TSR.38, cấu hình trinh sát)
Dữ liệu lấy từ James 1971, tr. 203–4
Đặc điểm tổng quát
- Kíp lái: 3
- Chiều dài: 37 ft 4½ in (11.4 m)
- Sải cánh: 46 ft 0 in (14.0 m)
- Chiều cao: 11 ft 6 in (3.5 m)
- Diện tích cánh: 611 ft2 (56.6 m2)
- Trọng lượng rỗng: 4.340 lb (1.968 kg)
- Trọng lượng có tải: 7.100 lb (3.220 kg)
- Động cơ: 1 × Rolls-Royce Goshawk, 690 hp (515 kW)

Hiệu suất bay
- Vận tốc cực đại: trên mực nước biển 152 mph (244 km/h)
- Vận tốc lên cao: lên độ cao 10.000 ft (3.048 m) 1026 ft/min (5,21 m/s)

Vũ khí trang bị
- 1× súng máy Vickers.303 in (7,7 mm)
- 1× súng máy 0.303 in (7,7 mm)